# رمی کابرال
رمی کابرال (انگلیسی: Rémi Cabral؛ زادهٔ ۱۰ ژوئیهٔ ۱۹۹۹) بازیکن فوتبال اهل فرانسه است.